# There is a Cloud
There is a Cloud es el décimo álbum en vivo de la banda de adoración contemporánea estadounidense Elevation Worship. El álbum fue lanzado el 17 de marzo de 2017 por Elevation Church, junto con Provident Label Group.
There is a Cloud fue nominado para un Premio GMA Dove en las categoría: Álbum de adoración del Año y Video de Larga Forma del Año en la 48.ª Entrega Anual de los Premios GMA Dove y el Premio Top Christian Album en los Premios de Música Billboard 2018.

## Premios y reconocimientos
El 9 de agosto de 2017, se anunció a la Gospel Music Association que There Is a Cloud sería nominada para un Premio GMA Dove en el Álbum de adoración del Año y en la categorías de Video de Largo del Año en la 48.ª edición anual de los Premios GMA Dove. El 17 de abril de 2018, Billboard anunció que el álbum fue nominado para el Premio Top Christian Album en los Premios de Música de Billboard 2018.

## Rendimiento comercial
En la semana que terminó el 23 de marzo de 2017, se vendieron 34,000 unidades de álbumes equivalentes de There Is a Cloud. El álbum alcanzó el número 1 en la lista de álbumes de Billboard Christian Albums y el número 11 en la lista de Billboard 200 del 8 de abril de 2017.

## Lista de canciones
| Edición Standard | Edición Standard           | Edición Standard                          | Edición Standard |
| N.º              | Título                     | Escritores                                | Duración         |
| ---------------- | -------------------------- | ----------------------------------------- | ---------------- |
| 1.               | "There Is a Cloud"         | Chris Brown, Mack Brock, Steven Furtick   | 5:47             |
| 2.               | "Overcome"                 | Furtick, Brown, Brock                     | 4:00             |
| 3.               | "Do It Again"              | Furtick, Matt Redman, Brown, Brock        | 6:38             |
| 4.               | "Do It Again (Reprise)"    | Furtick, Redman, Brown, Brock             | 3:30             |
| 5.               | "Fullness"                 | Furtick, Brown, Matthews Ntlele           | 6:41             |
| 6.               | "He Is Lord"               | Brown, Brock, Furtick, Wade Joye          | 4:40             |
| 7.               | "Yours (Glory and Praise)" | Furtick, Brown, Brock                     | 7:30             |
| 8.               | "Uncontainable Love"       | Furtick, London Gatch, Aaron Robertson    | 4:07             |
| 9.               | "Forever I Run"            | Brown, Jason Ingram, Brock, Furtick, Joye | 5:23             |
| 10.              | "None"                     | Brown, Brock, Furtick, Joye               | 5:50             |
| 11.              | "Grateful"                 | Brown, Ntlele, Stefan Green, Furtick      | 4:06             |
| 12.              | "Mighty Cross"             | Jane Williams, Ingram, Ntlele, Furtick    | 6:16             |
| 13.              | "Oh Sing"                  | Furtick, Gatch, Robertson                 | 4:06             |
| 14.              | "Here in the Presence"     | Brown, Brock, Furtick                     | 7:05             |
| Duración Total:  | Duración Total:            | Duración Total:                           | 75:39            |

| Digital bonus tracks | Digital bonus tracks                  | Digital bonus tracks |
| N.º                  | Título                                | Duración             |
| -------------------- | ------------------------------------- | -------------------- |
| 15.                  | "Do It Again" (acoustic)              | 4:33                 |
| 16.                  | "Yours (Glory and Praise)" (acoustic) | 4:55                 |
| 17.                  | "Fullness" (acoustic)                 | 4:25                 |
| Duración Total:      | Duración Total:                       | 89:32                |

## Rendimiento del álbum
| Chart (2017)                       | Peak position |
| ---------------------------------- | ------------- |
| Australian Albums (ARIA)           | 33            |
| Canadian Albums (Billboard)        | 42            |
| New Zealand Albums (RMNZ)          | 24            |
| Swiss Albums (Schweizer Hitparade) | 53            |
| UK Christian & Gospel Albums (OCC) | 10            |
| US Billboard 200                   | 11            |
| US Christian Albums (Billboard)    | 1             |